# Pero Pérez

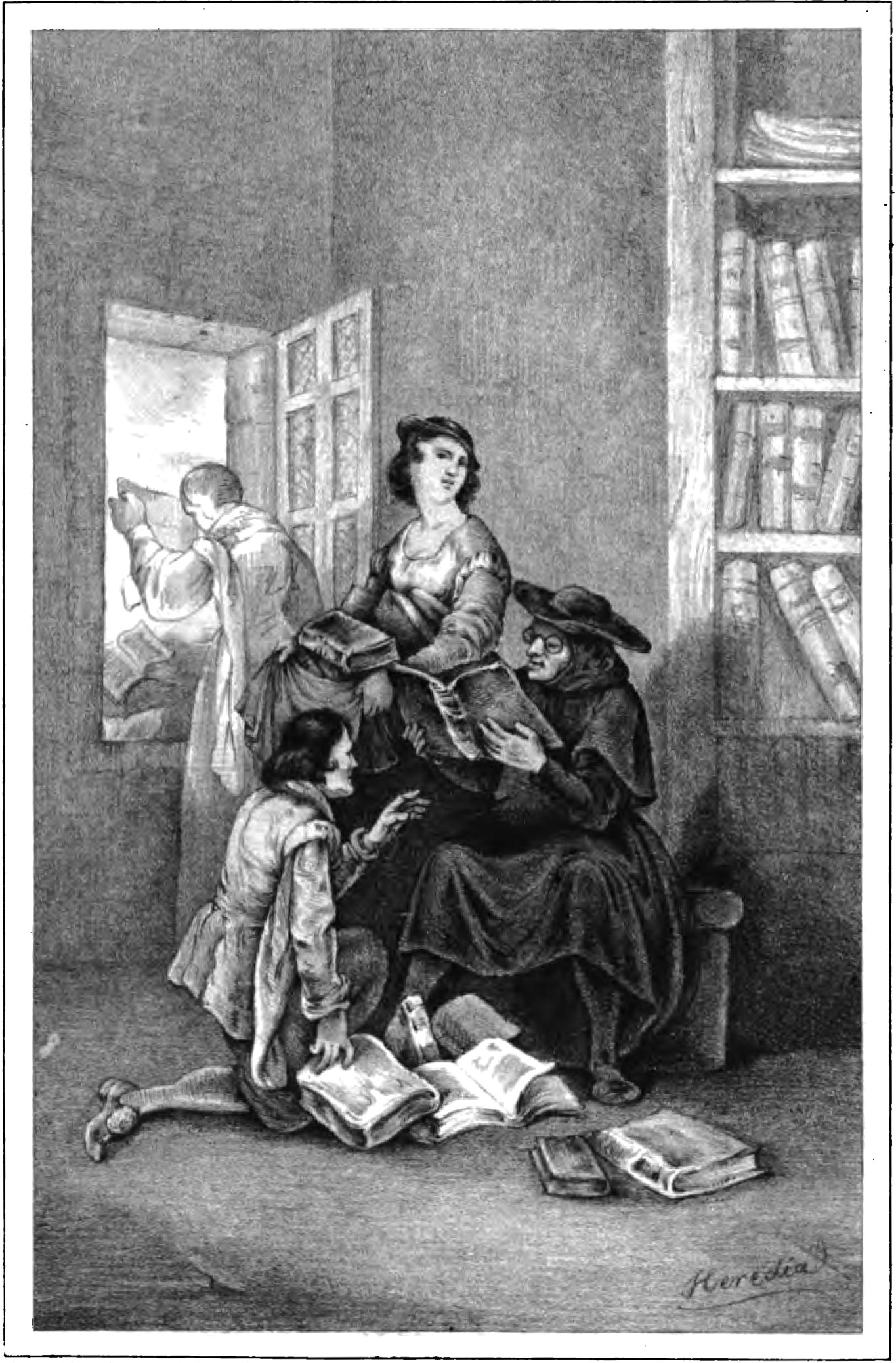
El cura Pedro Pérez en una lámina de la edición de El ingenioso hidalgo Don Quijote del Mancha de 1842, haciendo el "donoso escrutinio" de la biblioteca de Don Quijote.

Pero Pérez o Pedro Pérez es un personaje de la novela El ingenioso hidalgo Don Quijote de la Mancha, escrita por Miguel de Cervantes. Da nombre al cura de la aldea de Alonso Quijano y aparece ya en el capítulo I de la Primera Parte o primer libro, donde el autor lo define como “hombre docto, graduado en Sigüenza” y también aficionado a los libros de caballerías.

## Retrato
Bautizado por Cervantes con un nombre cacofónico y aliterante y presentado irónicamente como culto por ser universitario provinciano, Pero Pérez, aparece en la novela como uno de los personajes que más se preocupará por la recuperación de la salud mental del protagonista. Preocupación que, en una metáfora inquisitorial (doméstico auto de fe y precedente de muchos Fahrenheit 451), le lleva a organizar el "donoso y grande escrutinio" de la biblioteca de Don Quijote, que da como resultado la quema de los libros que habían enloquecido al protagonista.
A pesar del mutis que el noventaiochista Miguel de Unamuno hace en su Vida de Don Quijote y Sancho sobre el bienintencionado y referido espurgo que hace el cura Pérez de los libros de Alonso Quijano, coinciden los cervantistas en la habilidad de Cervantes, siempre bondadoso con sus personajes como simples reflejos de los humanos, para conseguir que el cura «Petrus» Pérez aparezca como un hombre ilustrado, sensato y de buenos sentimientos, a pesar de que, asociado al barbero compongan un manifiesto ejemplo de la labor castradora que sobre la imaginación y la libertad han tenido tradicionalmente ‘la Iglesia y un amplio sector de la Ciencia’. En el caso concreto del cura y su enloquecido vecino Alonso Quijano, la necesidad de frustrar sus fantasías viene acompañada del concluyente silogismo tan eclesiástico como científico: “es por tu bien”.
Pero Pérez, que también tiene una participación importante en los episodios de Sierra Morena y la venta de Juan Palomeque, expresa en varias ocasiones a lo largo de la novela sus opiniones en materia literaria; así lo hace en detalle en el mencionado escrutinio de la biblioteca de Don Quijote y, más adelante, en una larga y animada discusión con un canónigo de Toledo.

### Continuidad
Pedro Pérez aparece asimismo en los capítulos iniciales del Quijote de Alonso Fernández de Avellaneda y en las continuaciones francesas de la obra cervantina.

## Un cura de Esquivias del siglo XVI
Existe la posibilidad de que Cervantes se inspirase en un cura real que ejerció su actividad pastoral en Esquivias, en la primera mitad del siglo XVI. Así lo documenta la Sociedad Cervantina de Esquivias, de la Mancha toledana, haciendo buenas las palabras que dejó escritas el autor del Quijote en el Prólogo de la Primera Parte de su novela: 

...solo tiene que aprovechar de la imitación en lo que fuere escribiendo; que cuanto ella fuere mas perfecta, tanto mejor será lo que se escribiere.

El cura Pero Pérez, o Petrus Pérez, en el primer tercio del siglo XVI se hallaba desarrollando su actividad en la ermita de San Bernabé, situada en el extrarradio del Lugar de Esquivias (hoy desaparecida), próxima a la casa del Mayorazgo de los Quixada del Lugar, de donde era natural Alonso Quixada de Salazar, que profesó como fraile en la Orden de San Agustín. Don Alonso Quijada de Salazar, nacido el año 1492, era hijo del Bachiller Juan Quijada, natural de Becilla de Valderaduey y de María de Salazar, nacida en Esquivias. 
En su estancia en el Lugar de Esquivias, el 07-I-1529, el cura Pero Pérez celebra un bautizo:
“En Esquivias a 7 días del mes de henero año suso dicho (1529) el señor Pero Pérez teniente de cura bavtizó a un hijo de Francisco Chamizo y de su muger Mari Gutiérrez, cuyo nombre fue Juan fueron sus padrinos de pila Diego de Arco y Catalina de Vozmediano, muger de Gonzalo de Salazar.     Pero Pérez”. Libro I de Bautismos que comienza en el folio 36.
De los personajes que figuran en dicha acta, Mari Gutiérrez, la madre del bautizado, es uno de los nombres que Cervantes pone a la mujer de Sancho Panza (junto con Teresa Panza, Juana Gutiérrez y Teresa Cascajo).
En cuanto a los padrinos, Catalina Vozmediano y Gonzalo de Salazar fueron los abuelos paternos de Catalina de Salazar y Palacios, esposa de Miguel de Cervantes Saavedra.
Otro bautizo, de fecha 03-V-1530, cuyo acta se halla el libro I de Bautismos que comienza en 1519, al folio 31: “En Esquivias a tres días del mes de mayo año suso dicho (1530) se bautiçó un hijo de Grabiel Quixada y Ana Mexía su mujer, cuyo nombre fue Grabiel; fueron sus padrinos de pila Diego de el Arco y doña Antonia, mujer de Pedro Mexía.     Petrus Pérez”.
El bautizado sería el padre de Alonso Quijada de Salazar (21 de noviembre de 1560 / 4 de septiembre de 1604). Fue propietario de la segunda casa del Mayorazgo de los Quijada del Lugar de Esquivias, hoy Casa-Museo de Cervantes de Esquivias.